# Matthäus Wieser
Matthäus Wieser (* 26. April 1617 in Graslitz, Elbogener Kreis, Königreich Böhmen; † 16. März 1678 in Freiberg) war ein deutscher Lyriker, der durch seine Lieder und Gebete für Bergleute bekannt wurde.

## Leben
Er war der Sohn von Ambrosius Wieser, Inhaber einer Schmiedewerkstatt auf dem Eibenberg bei Graslitz sowie späterer Steiger, Kirchenvater und Knappschaftsältester. Seine Mutter war Katharina Wieser, geb. Summeregger, eine Exulantin aus Seeboden am Millstätter See. Nach eigenen Angaben besuchte Matthäus Wieser keine Schule, mit 18 Jahren lernte er – wohl durch einen Pastor – Lesen und Schreiben.
Wieser war zunächst Bergmann und wurde Steiger sowie Ältester der Berg- und Schmelzer-Knappschaft in Graslitz. Im Zuge der Gegenreformation in Böhmen ging er als Exulant mit seiner Familie nach Freiberg im Kurfürstentum Sachsen. 
Wieser verfasste Erbauungsliteratur, die er zunächst in Hof im Markgraftum Kulmbach-Bayreuth in Druck gab und später in Freiberg. Von seinen vier Erbauungsbüchern enthalten zwei Bergmannslieder im Anhang.

## Bücher
- Seelenschatz. Hof 1658 (verschollen, erhaltene weitere Ausgabe: Schneeberg 1716).
- Der geistliche Brunnquell. Mit 24 geistlichen Bergmannsliedern. Hof 1668.
- Inbrünstige Herzensseufzer. Freiberg 1673.
- Das biblische Lustgärtlein. Freiberg 1678.

## Gesammelte Lieder (Auswahl)
- O Bergwerksschöpfer höchster Gott
- Mit Freude will ich heben an
- Dem höchsten Gott so viel ich kann
- Freut euch sehr ihr Bergleut alle
- Matthai Wiesers Geistlicher Brunnquell